# Out of the Dark (Into the Light)
Out of the Dark (Into the Light) (englisch für: „Aus dem Dunkeln [in das Licht]“) ist das achte und vorletzte Studioalbum des österreichischen Musikers Falco, bei dem er noch mitgearbeitet hat. Es erschien am 27. Februar 1998, drei Wochen nach seinem Unfalltod.

## Hintergrund

### Versuch der Rückkehr
Nach einer Zeit, in der Falco in den Medien meist wegen psychischer Probleme erwähnt wurde – ein Vaterschaftstest hatte ergeben, dass er nicht der biologische Vater seiner Tochter Katharina-Bianca war – ließ er Ende 1995 das von Peter Hoffmann geschriebene Lied Mutter, der Mann mit dem Koks ist da produzieren. Das dazugehörige Video wurde im Herbst 1995 auf einem Golfplatz gedreht. Das Lied wurde der Plattenfirma EMI Music vorgeführt, die man dadurch überzeugen konnte. Die Single erschien schließlich im Februar 1996 unter dem Pseudonym „T>>MA a.k.a. Falco“ und erreichte sowohl in Österreich als auch international Akzeptanz bei den Hörern. Das Lied hatte wegen des mehrdeutigen Textes für Aufregung gesorgt. Die Zeilen des Refrains stammen vom Berliner Pennäler-Lied Mutter, der Mann mit dem Koks ist da.
Gleich im August desselben Jahres brachte Falco den zweiten Vorboten auf das Album, Naked, auf den Markt. Der Produzent war diesmal der Deutsche Thorsten Börger, welcher wenige Jahre später auch die damals äußerst erfolgreiche deutsche Girlgroup Tic Tac Toe produzierte. Als Songwriter wird White Duke genannt, Gerüchten zufolge ein Pseudonym von Falco selbst als Reminiszenz an David Bowie. Das Video zum Lied basiert auf dem Buch Rock Dreams und zeigt in der unzensierten Version tanzende nackte Frauen. Wie immer wurde es vom Team DoRo produziert. Falco sah den Erfolg der Single als Gradmesser für das Album, das kommen sollte. Ursprünglich wollte er kurz darauf einen Longplayer unter seinem zweiten Pseudonym veröffentlichen. Da man in Deutschland allerdings weniger als 50.000 Singles absetzen konnte und der Erfolg in Österreich eher mäßig war, verwarf Falco seine Ideen. Jahre später wurde ein Teil dieser Lieder auf dem postum erschienenen Album Verdammt wir leben noch veröffentlicht.

### Rückzug in die Dominikanische Republik
Falco zog sich nach dem Misserfolg seiner Single Naked in die Dominikanische Republik zurück, um dort Lieder für sein Album zu schreiben, das Egoisten heißen sollte. Er erlaubte zu seinem 40. Geburtstag den Gästen seiner Feier einen Einblick in das kommende Album und spielte die Lieder Egoist und Out of the Dark. Mehrere Male wurde man in den Medien auf Falcos neues Leben in der Dominikanischen Republik aufmerksam. Nur selten kam Falco in seine Heimat Österreich zurück, Konzerte wurden selten abgehalten. So ließ man ihn aus Anlass der 30-Jahre-Gala des Senders Ö3 nach Wien einfliegen. Dort gab er einen weiteren Auszug aus Egoisten preis. Es war das Lied Der Kommissar, das 1981 zu einem Welterfolg geführt hatte, in einer neuen Fassung, dem 2000-Remix. Ende des Jahres nahm Falco sein letztes Lied Krise auf. Zu Weihnachten und Silvester gab er je ein Konzert in den Sofiensälen und in der Excalibur City.

### Postume Veröffentlichung
Nach Falcos Tod wurde der Longplayer Out of the Dark (Into the Light), eine abgeänderte Version des eigentlichen Albums Egoisten, veröffentlicht. Aus diesem ging der Titelsong Out of the Dark hervor, der es in Österreich, Deutschland und der Schweiz unter die jeweiligen Top 3 schaffte. Allein in Deutschland wurden über 900.000 Einheiten abgesetzt. Nach der Veröffentlichung des Albums konnte man auch in allen diesen Ländern große Erfolge verbuchen. Insgesamt soll sich das Album international über 2,5 Millionen Mal verkauft haben und erreichte Platz 16 in den Top 30 World Beat.
Unter den Tracks auf dem Album befanden sich die bereits zu Lebzeiten veröffentlichten Singles und die Lieder, die Falco in seiner Zeit auf der Dominikanischen Republik eingespielt hatte. Neben Out of the Dark wurde als zweite postume Single Egoist gewählt, die sogar in Tschechien bis auf Platz 3 in den Charts stieß.

## Titelliste
1. No Time for Revolution – 3:51 1
2. Out of the Dark – 3:36 1
3. Shake – 3:41 1
4. Der Kommissar 2000 – 3:47 2
5. Mutter, der Mann mit dem Koks ist da – 3:38 3
6. Hit Me – 3:45 1
7. Cyberlove – 3:33 4
8. Egoist – 3:26 5
9. Naked (Full Frontal Version) – 11:29 (inkl. Hidden Track: Geld / Matth. XI, 15)

1 = Musik von T. Börger, Text von T. Börger und Falco

2 = Musik von Robert Ponger, Text von Falco

3 = Musik von P. Hoffmann, E. Höfler, Text von P. Hoffmann, E. Höfler, F. Plasa, Falco

4 = Musik von T. Börger, Text von C.A. Wohlfromm, Falco

5 = Musik von P. Ehrlich, Steve van Velvet, Text von Steve van Velvet, Falco

6 = Musik von Voyce, Text von Falco